# Moadon Kaduregel Hapoel Nof HaGalil
Il Moadon Kaduregel Hapoel Nof HaGalil (in ebraico מועדון כדורגל הפועל נוף הגליל‎?), meglio noto come Hapoel Nof HaGalil, e in passato con i nomi di Hapoel Nazareth Illit e Nazareth Illit, è una società calcistica israeliana con sede nella città di Nof HaGalil, militante nella Liga Leumit, la seconda serie del campionato di calcio israeliano.

## Palmarès

### Competizioni nazionali
- Liga Leumit: 1

2020-2021

### Altri piazzamenti
- Coppa d'Israele:

Semifinalista: 2023-2024
- Liga Leumit:

Secondo posto: 2003-2004
Terzo posto: 2012-2013

## Organico

### Rosa 2019-2020
Aggiornata al 19 gennaio 2020.
| N. |                    | Ruolo | Calciatore    |
| -- | ------------------ | ----- | ------------- |
| 1  | Israele (bandiera) | P     | Sagi Malul    |
| 3  | Israele (bandiera) | D     | Kobi Mor      |
| 4  | Israele (bandiera) | D     | Eyal Malul    |
| 5  | Israele (bandiera) | D     | Lev Cohen     |
| 6  | Israele (bandiera) | D     | Ayman Ali     |
| 7  | Israele (bandiera) | C     | Yam Cohen     |
| 8  | Israele (bandiera) | A     | Idan Golan    |
| 9  | Israele (bandiera) | A     | Tomer Swisa   |
| 10 | Israele (bandiera) | C     | Guy Dayan     |
| 11 | Israele (bandiera) | A     | Yuval Avidor  |
| 13 | Israele (bandiera) | D     | Itay Arazi    |
| 14 | Israele (bandiera) | D     | Oded Elkayam  |
| 15 | Israele (bandiera) | C     | Roei Shukrani |
| 16 | Israele (bandiera) | D     | Haroun Shapso |
| 17 | Brasile (bandiera) | C     | Pedro Sass    |

| N. |                    | Ruolo | Calciatore     |
| -- | ------------------ | ----- | -------------- |
| 18 | Israele (bandiera) | D     | Reuven Gal     |
| 19 | Gambia (bandiera)  | D     | Abubakar Barry |
| 20 | Israele (bandiera) | C     | Liad Elmaliach |
| 21 | Israele (bandiera) | A     | Ahmed Kasoum   |
| 24 | Israele (bandiera) | D     | Mahmmoud Jaber |
| 25 | Israele (bandiera) | C     | Ryan Agwad     |
| 26 | Israele (bandiera) | C     | Munir Hujierat |
| 27 | Israele (bandiera) | C     | Yarin Hatukai  |
| 29 | Israele (bandiera) | D     | Tom Skolvin    |
| 45 | Israele (bandiera) | P     | Doron Michaeli |
| 55 | Israele (bandiera) | P     | Roee Fucs      |
| 77 | Israele (bandiera) | C     | Oded Checkol   |
| 95 | Israele (bandiera) | C     | David Boysen   |
| 99 | Israele (bandiera) | A     | Guy Dahan      |